# Liga I 2017-2018
La Liga I 2017-2018 è stata la 100ª edizione della massima serie del campionato rumeno di calcio.

## Stagione
Per il terzo anno consecutivo partecipano al torneo 14 squadre. Dalla Liga I 2016-2017 sono retrocessi il Pandurii e il Târgu Mureș. Dalla Liga II 2016-2017 sono promossi la Juventus Bucarest e il Sepsi.

### Formula
Il campionato si svolge in due fasi: nella prima le quattordici squadre si affrontano in un girone di andata e ritorno, per un totale di 26 giornate. Successivamente le squadre vengono divise in due gruppi in base alla classifica: le prime sei formano un nuovo girone e competono per il titolo e la qualificazione alle competizioni europee; le ultime otto invece lottano per non retrocedere in Liga II. Le ultime due squadre retrocederanno direttamente in Liga II, mentre la terz'ultima giocherà uno spareggio promozione-retrocessione.
Al termine della competizione, la squadra classificata al primo posto si qualificherà per il secondo turno della UEFA Champions League 2018-2019. Le squadre classificate al secondo ed al terzo posto si qualificheranno, rispettivamente, per il primo e per il secondo turno della UEFA Europa League 2018-2019.

## Squadre partecipanti

### Squadre
| Club                      | Città           | Stadio                          | Stagione 2016-2017  |
| ------------------------- | --------------- | ------------------------------- | ------------------- |
| SSU Politehnica Timișoara | Timișoara       | Stadionul Dan Păltinișanu       | 12º posto in Liga I |
| Astra Giurgiu             | Giurgiu         | Stadio Marin Anastasovici       | 6º posto in Liga I  |
| Botoșani                  | Botoșani        | Stadio Municipal                | 10º posto in Liga I |
| CFR Cluj                  | Cluj-Napoca     | Stadio Dr. Constantin Rădulescu | 4º posto in Liga I  |
| Concordia Chiajna         | Chiajna         | Stadio Concordia                | 11º posto in Liga I |
| FC Politehnica Iași       | Iași            | Stadio Emil Alexandrescu        | 7º posto in Liga I  |
| U Craiova                 | Craiova         | Stadionul Ion Oblemenco         | 5º posto in Liga I  |
| Dinamo Bucarest           | Bucarest        | Stadio Dinamo                   | 3º posto in Liga I  |
| FCSB                      | Bucarest        | Arena Națională                 | 2º posto in Liga I  |
| Gaz Metan Mediaș          | Mediaș          | Stadio Gaz Metan                | 8º posto in Liga I  |
| Juventus Bucarest         | Bucarest        | Stadio Ilie Oană (Ploiești)     | 1º posto in Liga II |
| Sepsi                     | Sfântu Gheorghe | Stadionul Tineretului (Brașov)  | 2º posto in Liga II |
| Viitorul Costanza         | Costanza        | Stadio Viitorul (Ovidiu)        | Campione di Romania |
| Voluntari                 | Voluntari       | Stadio Ilie Oană (Ploiești)     | 9º posto in Liga I  |

### Capitani e allenatori
| Squadra                   | Allenatore        | Capitano            | Sponsor tecnico | Sponsor                      |
| ------------------------- | ----------------- | ------------------- | --------------- | ---------------------------- |
| SSU Politehnica Timișoara | Ionuț Popa        | Marius Croitoru     | Joma            | Casa Rusu                    |
| Astra Giurgiu             | Edward Iordănescu | Takayuki Seto       | Joma            | Tinmar                       |
| Botoșani                  | Costel Enache     | Mihai Roman         | Nike            | Elsaco                       |
| CFR Cluj                  | Dan Petrescu      | Mário Camora        | Joma            | Enex                         |
| Concordia Chiajna         | Vasile Miriuță    | Cristian Bălgrădean | Lotto           | —                            |
| FC Politehnica Iași       | Flavius Stoican   | Andrei Cristea      | Nike            | Blue Air                     |
| U Craiova                 | Devis Mangia      | Andrei Ivan         | Joma            | Betano.com                   |
| Dinamo Bucarest           | Cosmin Contra     | Steliano Filip      | Macron          | Orange                       |
| FCSB                      | Nicolae Dică      | Mihai Pintilii      | Nike            | City Insurance               |
| Gaz Metan Mediaș          | Cristian Pustai   | Akaki Khubutia      | Joma            | Romgaz                       |
| Juventus Bucarest         | Daniel Opriță     | Valentin Bărbulescu | Joma            | —                            |
| Sepsi                     | Valentin Suciu    | Attila Hadnagy      | Adidas          | Gyermelyi                    |
| Viitorul Costanza         | Gheorghe Hagi     | Bogdan Țîru         | Nike            | Lotto Snacks                 |
| Voluntari                 | Claudiu Niculescu | Vasile Maftei       | Puma            | Academia de Fotbal Voluntari |

### Cambi tecnici
| Squadra               | Allenatore partente         | Modalità                               | Data del cambio   | Posizione in classifica | Nuovo allenatore            | Data di nomina    |
| --------------------- | --------------------------- | -------------------------------------- | ----------------- | ----------------------- | --------------------------- | ----------------- |
| FCSB                  | Laurențiu Reghecampf        | risoluzione consensuale                | 31 maggio 2017    | Pre-campionato          | Nicolae Dică                | 1 giugno 2017     |
| Astra Giurgiu         | Marius Șumudică             | fine contratto                         | 31 maggio 2017    | Pre-campionato          | Edward Iordănescu           | 1 giugno 2017     |
| U Craiova             | Gheorghe Mulțescu           | fine contratto                         | 31 maggio 2017    | Pre-campionato          | Devis Mangia                | 1 giugno 2017     |
| Botoșani              | Leontin Grozavu             | fine contratto                         | 5 giugno 2017     | Pre-campionato          | Costel Enache               | 5 giugno 2017     |
| FC Politehnica Iași   | Eugen Neagoe                | fine contratto                         | 5 giugno 2017     | Pre-campionato          | Flavius Stoican             | 6 giugno 2017     |
| CFR Cluj              | Vasile Miriuță              | Risoluzione consensuale                | 9 giugno 2017     | Pre-campionato          | Dan Petrescu                | 10 giugno 2017    |
| Concordia Chiajna     | Dan Alexa                   | risoluzione consensuale                | 18 luglio 2017    | 10                      | Vasile Miriuță              | 19 luglio 2017    |
| Juventus Bucarest     | Daniel Oprița               | dimissionario                          | 19 agosto 2017    | 14                      | Marin Barbu (traghettatore) | 20 agosto 2017    |
| Dinamo Bucarest       | Cosmin Contra               | ingaggiato dalla nazionale rumena      | 17 settembre 2017 | 7                       | Vasile Miriuță              | 21 settembre 2017 |
| Concordia Chiajna     | Vasile Miriuță              | ingaggiato dalla Dinamo Bucarest       | 21 settembre 2017 | 12                      | Ion Moldovan                | 21 settembre 2017 |
| Sepsi Sfântu Gheorghe | Valentin Suciu              | risoluzione consensuale                | 25 ottobre 2017   | 12                      | Sándor Nagy (traghettatore) | 25 ottobre 2017   |
| Sepsi Sfântu Gheorghe | Sándor Nagy (traghettatore) | fine della gestione come traghettatore | 14 novembre 2017  | 12                      | Eugen Neagoe                | 14 novembre 2017  |
| Juventus Bucarest     | Marin Barbu (traghettatore) | fine della gestione come traghettatore | 17 dicembre 2017  | 14                      | Marius Baciu                | 18 dicembre 2017  |

## Prima fase

### Classifica finale
|  | Pos. | Squadra                   | Pt | G  | V  | N  | P  | GF | GS | DR  |
|  | ---- | ------------------------- | -- | -- | -- | -- | -- | -- | -- | --- |
|  | 1.   | CFR Cluj                  | 59 | 26 | 18 | 5  | 3  | 42 | 13 | +29 |
|  | 2.   | FCSB                      | 55 | 26 | 16 | 7  | 3  | 52 | 18 | +34 |
|  | 3.   | U Craiova                 | 51 | 26 | 14 | 9  | 3  | 41 | 26 | +15 |
|  | 4.   | Astra Giurgiu             | 44 | 26 | 12 | 8  | 6  | 38 | 27 | +11 |
|  | 5.   | Viitorul Costanza         | 44 | 26 | 13 | 5  | 8  | 34 | 21 | +13 |
|  | 6.   | FC Politehnica Iași       | 39 | 26 | 11 | 6  | 9  | 34 | 31 | +3  |
|  | 7.   | Botoșani                  | 39 | 26 | 11 | 6  | 9  | 28 | 26 | +2  |
|  | 8.   | Dinamo Bucarest           | 39 | 26 | 11 | 6  | 9  | 39 | 31 | +8  |
|  | 9.   | Concordia Chiajna         | 28 | 26 | 8  | 4  | 14 | 36 | 37 | -1  |
|  | 10.  | Voluntari                 | 28 | 26 | 7  | 7  | 12 | 25 | 35 | -10 |
|  | 11.  | SSU Politehnica Timișoara | 27 | 26 | 6  | 9  | 11 | 22 | 37 | -15 |
|  | 12.  | Sepsi                     | 19 | 26 | 5  | 4  | 17 | 15 | 44 | -29 |
|  | 13.  | Gaz Metan Mediaș          | 16 | 26 | 2  | 10 | 14 | 14 | 39 | -25 |
|  | 14.  | Juventus Bucarest         | 11 | 26 | 1  | 8  | 17 | 12 | 47 | -35 |

Legenda:
      Ammesse alla poule scudetto
      Ammesse alla poule retrocessione
Note:
Tre punti a vittoria, uno a pareggio, zero a sconfitta.
Fonte: http://www.lpf.ro/clasament-liga-1

### Risultati
|                       | ACS  | AGi  | Bot  | Clu  | CoC  | CSM  | CSU  | DBu  | FCS  | GMM  | JBu  | Sep  | Vii  | Vol  |
| --------------------- | ---- | ---- | ---- | ---- | ---- | ---- | ---- | ---- | ---- | ---- | ---- | ---- | ---- | ---- |
| ACS Poli Timișoara    | –––– | 2-1  | 1-1  | 4-3  | 0-3  | 1-2  | 0-2  | 0-0  | 0-1  | 1-1  | 2-1  | 0-0  | 0-0  | 2-3  |
| Astra Giurgiu         | 3-0  | –––– | 2-1  | 2-3  | 1-0  | 0-0  | 2-2  | 2-0  | 2-0  | 4-3  | 2-0  | 1-0  | 3-1  | 2-3  |
| Botoșani              | 1-0  | 1-3  | –––– | 1-1  | 2-1  | 3-3  | 1-0  | 0-0  | 0-3  | 1-0  | 0-0  | 5-1  | 1-0  | 1-0  |
| CFR Cluj              | 1-0  | 2-0  | 0-0  | –––– | 2-0  | 1-0  | 2-1  | 1-0  | 1-1  | 0-0  | 2-0  | 2-0  | 2-0  | 2-0  |
| Concordia Chiajna     | 0-1  | 1-2  | 3-0  | 0-1  | –––– | 0-1  | 1-2  | 3-4  | 1-2  | 1-1  | 1-1  | 2-1  | 1-2  | 3-1  |
| CSM Politehnica Iași  | 1-1  | 1-0  | 1-0  | 0-2  | 3-1  | –––– | 1-2  | 2-1  | 1-0  | 0-0  | 3-1  | 0-2  | 0-1  | 2-1  |
| CSU Craiova           | 1-1  | 1-1  | 1-0  | 2-1  | 1-1  | 2-0  | –––– | 2-2  | 2-5  | 2-0  | 3-1  | 1-0  | 3-1  | 1-1  |
| Dinamo Bucarest       | 1-2  | 1-1  | 0-1  | 0-2  | 2-3  | 2-1  | 2-2  | –––– | 2-2  | 3-1  | 3-0  | 1-0  | 0-4  | 2-0  |
| FCSB                  | 7-0  | 1-1  | 2-0  | 1-1  | 2-1  | 1-1  | 1-1  | 1-0  | –––– | 4-0  | 4-0  | 2-0  | 2-0  | 2-1  |
| Gaz Metan Mediaș      | 0-2  | 0-0  | 1-0  | 0-3  | 1-2  | 0-2  | 0-0  | 0-3  | 1-2  | –––– | 0-0  | 2-1  | 0-1  | 1-1  |
| Juventus Bucarest     | 1-1  | 0-1  | 0-2  | 0-2  | 0-5  | 2-2  | 0-1  | 0-3  | 1-2  | 1-1  | –––– | 2-1  | 0-1  | 0-0  |
| Sepsi Sfântu Gheorghe | 1-0  | 0-0  | 0-2  | 0-2  | 1-1  | 2-1  | 2-3  | 0-3  | 0-4  | 0-0  | 2-1  | –––– | 1-0  | 0-3  |
| Viitorul Costanza     | 1-1  | 1-1  | 2-1  | 1-0  | 3-0  | 5-2  | 0-2  | 0-1  | 1-0  | 3-0  | 3-0  | 3-0  | –––– | 0-0  |
| Voluntari             | 1-0  | 3-1  | 1-3  | 0-3  | 0-1  | 0-4  | 0-1  | 1-3  | 0-0  | 2-1  | 0-0  | 3-0  | 0-0  | –––– |

## Poule scudetto
Le sei squadre miglior classificate nella stagione regolare si incontrano due volte per un totale di 10 partite per squadra. Le squadre cominciano la Poule scudetto soltanto con i loro punti della stagione regolare dimezzati.

### Classifica finale
|                    | Pos. | Squadra             | Pt | G  | V | N | P | GF | GS | DR  |
| ------------------ | ---- | ------------------- | -- | -- | - | - | - | -- | -- | --- |
| Romania (bandiera) | 1.   | CFR Cluj            | 50 | 10 | 5 | 5 | 0 | 12 | 6  | +6  |
|                    | 2.   | FCSB                | 49 | 10 | 6 | 3 | 1 | 14 | 6  | +8  |
|                    | 3.   | U Craiova           | 38 | 10 | 3 | 3 | 4 | 10 | 10 | 0   |
|                    | 4.   | Viitorul Costanza   | 35 | 10 | 3 | 4 | 3 | 13 | 11 | +2  |
|                    | 5.   | Astra Giurgiu       | 33 | 10 | 3 | 2 | 5 | 9  | 11 | -2  |
|                    | 6.   | FC Politehnica Iași | 24 | 10 | 1 | 1 | 8 | 5  | 19 | -14 |

Legenda:
      Campione di Romania e ammessa alla UEFA Champions League 2018-2019
      Ammesse alla UEFA Europa League 2018-2019
Note:
Tre punti a vittoria, uno a pareggio, zero a sconfitta.
Astra Giurgiu: +22 punti.
CFR Cluj: +30 punti.
CSM Politehnica Iași: +20 punti.
CSU Craiova: +26 punti.
FCSB: +28 punti.
Viitorul Costanza: +22 punti.

### Risultati
|                      | AGi  | Clu  | CSM  | CSU  | FCS  | Vii  |
| -------------------- | ---- | ---- | ---- | ---- | ---- | ---- |
| Astra Giurgiu        | –––– | 0-2  | 3-0  | 1-0  | 0-3  | 0-2  |
| CFR Cluj             | 1-1  | –––– | 2-1  | 1-0  | 1-1  | 1-0  |
| CSM Politehnica Iași | 0-3  | 1-1  | –––– | 1-2  | 1-0  | 0-2  |
| CSU Craiova          | 1-0  | 0-0  | 4-1  | –––– | 0-1  | 3-3  |
| FCSB                 | 1-0  | 1-1  | 1-0  | 2-0  | –––– | 2-1  |
| Viitorul Costanza    | 1-1  | 1-2  | 1-0  | 0-0  | 2-2  | –––– |

## Poule retrocessione

### Classifica finale
Le ultime otto squadre classificate nella stagione regolare si incontrano due volte per un totale di 14 partite per squadra. Le squadre cominciano la Poule retrocessione soltanto con i loro punti della stagione regolare dimezzati.
|  | Pos. | Squadra                   | Pt | G  | V  | N | P | GF | GS | DR  |
|  | ---- | ------------------------- | -- | -- | -- | - | - | -- | -- | --- |
|  | 7.   | Dinamo Bucarest           | 54 | 14 | 11 | 1 | 2 | 29 | 10 | +19 |
|  | 8.   | Botoșani                  | 40 | 14 | 5  | 5 | 4 | 12 | 9  | +3  |
|  | 9.   | Sepsi                     | 34 | 14 | 6  | 6 | 2 | 21 | 14 | +7  |
|  | 10.  | Gaz Metan Mediaș          | 30 | 14 | 6  | 4 | 4 | 18 | 15 | +3  |
|  | 11.  | Concordia Chiajna         | 30 | 14 | 4  | 4 | 6 | 13 | 17 | -4  |
|  | 12.  | Voluntari                 | 27 | 14 | 3  | 4 | 7 | 16 | 22 | -6  |
|  | 13.  | SSU Politehnica Timișoara | 27 | 14 | 3  | 4 | 7 | 10 | 16 | -6  |
|  | 14.  | Juventus Bucarest         | 17 | 14 | 3  | 2 | 9 | 9  | 25 | -16 |

Legenda:
 Ammessa allo spareggio promozione-retrocessione
      Retrocesse in Liga II
Note:
Tre punti a vittoria, uno a pareggio, zero a sconfitta.
ACS Poli Timișoara: +14 punti.
Botoșani: +20 punti.
Concordia Chiajna: +14 punti.
Dinamo Bucarest: +20 punti.
Gaz Metan Mediaș: +8 punti.
Juventus Bucarest: +6 punti.
Sepsi Sfântu Gheorghe: +10 punti.
Voluntari: +14 punti.

### Risultati
|                       | ACS  | Bot  | CoC  | DBu  | GMM  | JBu  | Sep  | Vol  |
| --------------------- | ---- | ---- | ---- | ---- | ---- | ---- | ---- | ---- |
| ACS Poli Timișoara    | –––– | 0-1  | 1-0  | 1-3  | 0-0  | 2-0  | 2-2  | 2-3  |
| Botoșani              | 0-0  | –––– | 0-1  | 0-1  | 2-0  | 0-0  | 2-2  | 1-0  |
| Concordia Chiajna     | 0-1  | 0-0  | –––– | 0-4  | 0-0  | 2-1  | 1-1  | 0-1  |
| Dinamo Bucarest       | 1-0  | 2-0  | 3-1  | –––– | 3-0  | 1-2  | 0-0  | 2-0  |
| Gaz Metan Mediaș      | 1-1  | 2-1  | 2-1  | 2-3  | –––– | 3-0  | 1-1  | 1-0  |
| Juventus Bucarest     | 1-0  | 0-3  | 1-3  | 0-2  | 0-3  | –––– | 0-2  | 2-2  |
| Sepsi Sfântu Gheorghe | 3-0  | 0-1  | 0-2  | 2-0  | 2-1  | 2-1  | –––– | 2-2  |
| Voluntari             | 1-0  | 1-1  | 2-2  | 2-4  | 1-2  | 0-1  | 1-2  | –––– |

## Spareggio promozione-retrocessione
|                    | Risultati     |                    | Luogo e data               |
| ------------------ | ------------- | ------------------ | -------------------------- |
| Voluntari          | 1-0           | Chindia Târgoviște | Voluntari, 9 giugno 2018   |
| Chindia Târgoviște | 1-0 (0-3 dtr) | Voluntari          | Târgoviște, 13 giugno 2018 |